# علي محمد ورقا
علي محمد ورقا ((بالفارسية: علي محمد ورقا); 12 أكتوبر 2007) كان من أتباع الدين البهائي البارزين. كان أطول يد لأمر الله بقاءً على قيد الحياة، وهو منصب معين في الدين البهائي وظيفته الرئيسية نشر الدين وحمايته على المستوى الدولي.
ولد ورقا عام 1911 في طهران لعائلة بهائية إيرانية معروفة. كان جده ميرزا علي محمد ورقا، الذي أخذ اسمه منه، رسولاً لبهاء الله، وكان والده، ولي الله ورقا، أيضًا يدًا لأمر الله.
انتقل ورقا إلى باريس ودرس في السوربون، حيث حصل على درجة الدكتوراه عام 1950. ثم عاد إلى إيران ودرّس في جامعتي طهران وتبريز. خلال هذه الفترة، خدم أيضًا في مناصب إدارية مختلفة في الجالية البهائية في إيران.
بعد وفاة والده، عُين ورقا يدًا لأمر الله من قبل شوقي أفندي في 15 نوفمبر 1955. خدم في هذا المنصب لمدة 52 عامًا حتى وفاته عام 2007، وكان آخر يد لأمر الله على قيد الحياة. كجزء من دوره، سافر إلى العديد من البلدان، وحضر أول مؤتمرات بهائية وطنية للعديد من البلدان بما في ذلك بلجيكا وجمهورية أفريقيا الوسطى. شغل أيضًا منصب أمين حقوق الله منذ عام 1955، وهو دور شغله والده أيضًا.
في عام 1979، انتقل إلى كندا ولاحقًا إلى حيفا، إسرائيل حيث يقع المركز البهائي العالمي. توفي في 22 سبتمبر 2007 في حيفا ودُفن في المقبرة البهائية هناك.